# Familienbriefe von Fu Lei
Die Familienbriefe von Fu Lei (chinesisch 傅雷家书) sind eine Sammlung von Briefen, die 1981 als Buch erschienen sind.  Die Sammlung enthält Briefe, die der Übersetzer und Kunstkritiker Fu Lei (1908–1966) und seine Frau Zhu Meifu an ihre Söhne Fu Cong und Fu Min geschrieben haben. Das Buch wurde von Fu Lei nach dem Vorschlag des Verlegers Fan Yong redigiert. Die Erstauflage erschien im August 1981 im Verlag SDX Joint Publishing Company. Die englischen und französischen Briefe in diesem Buch wurden von Jin Shenghua an der Chinesischen Universität Hongkong übersetzt.

## Inhalt
Die Familienbriefe von Fu Lei enthalten 186 Briefe, die vom Januar 1954 bis zum Mai 1966 datieren. Der längste Brief (vom 11. Mai 1955) enthält mehr als siebentausend Wörter. Während der Kulturrevolution gingen viele der Familienbriefe an Fu Min verloren. Daher sind die meisten der Briefe im Buch an Fu Cong adressiert, der sie im Ausland bewahrt hatte.
Nach Fu Lei zielen die Familienbriefe auf Folgendes:
1. Diskussion über Kunst
2. Anregung der Ideen junger Menschen
3. Training der Schreibkompetenz und des Denkens für Fu Cong
4. Ein ehrlicher Spiegel zu werden

Die Briefe beziehen sich also auf das Leben und die Beziehung zwischen Kunst und Leben.
Der erste Brief
1954 reiste Fu Cong nach Polen, um am fünften Internationalen Chopin-Wettbewerb in Warschau teilzunehmen. Am 17. Januar 1954 hat sich die ganze Familie von Fu Cong in Shanghai am Bahnhof verabschiedet. Das Datum des ersten Briefs lautet „18.01.1954 abends“.

## Preis
Das Buch gewann den nationalen Hauptpreis für ausgezeichnete Jugendbücher in China.